# Bibio depressus
Bibio depressus är en tvåvingeart som beskrevs av Meijere 1924. Bibio depressus ingår i släktet Bibio och familjen hårmyggor. Inga underarter finns listade i Catalogue of Life.